# Lăng Tư Minh
Lăng Tư Minh hay còn gọi là lăng Thánh Cung là nơi an nghỉ của Phụ Thiên Thuần Hoàng hậu Nguyễn Hữu Thị Nhàn (1870-1935), còn được gọi là Đức Thánh Cung, vợ cả của vua Đồng Khánh, thân mẫu của vua Khải Định. Lăng hiện nằm trong quần thể lăng Đồng Khánh, tọa lạc tại làng Cư Sĩ, phường Thủy Xuân, thành phố Huế.

## Kiến trúc
Lăng Thánh Cung là một công trình phán ánh sự giao thoa giữa kiến trúc Á và Âu dưới thời .  Khác với các lăng mộ trước đó, lăng sử dụng xi măng thay cho vôi vữa truyền thống.
Trước lăng Thánh Cung là hai trụ biểu sừng sững phía trước lăng, có vai trò như cột mốc đánh dấu nơi bắt đầu địa phận khu lăng. Mặt bằng lăng được chia thành ba tầng, tượng trưng cho Thiên, Địa và Nhân. Mỗi tầng có một sân Bái đình, là nơi tiến hành các nghi lễ. Trước khoảng sân đầu tiên có hai cây sứ cổ thụ to lớn, cành lá sum suê, tạo cảm giác cổ kính, tôn nghiêm cho khu lăng. Tầng trên cùng của lăng mộ là Bửu thành, gồm bốn bức tường dày bao quanh Bửu phong (mộ phần của Đức Thánh Cung).
Chính giữa mặt trước Bửu thành có Bửu thành môn, cánh cổng dẫn vào bên trong khu mộ. Khác với phần lớn các lăng mộ hoàng gia ở Huế, toại đạo của lăng Thánh Cung được để lộ một phần mái vòm phía dưới Bửu thành môn. Đây chính là đường hầm mà năm xưa được dùng để đưa quan tài vào vị trí chôn cất.
Sau Bửu thành môn là một tấm bình phong được tạo tác cầu kỳ. Mặt trước bình phong được đắp chữ Thánh, xung quanh là mây cuộn cùng họa tiết Vạn tự hồi văn, hai bên có các mô típ hoa lá. Mặt sau bình phong đắp hình “Song phụng vọng nguyệt”. Sau bình phong là  bửu phong dạng thạch ốc (tòa nhà bằng đá) – mộ phần của Đức Thánh Cung. Trước thạch ốc có một hương án bằng đá được dùng để đặt bình hoa cùng bát hương để dùng trong việc thờ cúng. Thạch ốc được trang trí bằng hình tượng chim phượng ở hai bên và cả trên mái, tượng trưng cho bậc mẫu nghi thiên hạ. Phía sau thạch ốc là bình phong hậu. Ở giữa bình phong hậu có đắp chữ Phúc cùng hoa văn mây cuộn xung quanh, bên ngoài rìa có hình ảnh mãng cầu cùng cây sung ngụ ý “cầu cho sự sung túc”.